# Lazio zászlaja
Az olasz régió, Lazio zászlaját 1984. szeptember 17-én fogadták el.

## Leírása
A világoskék alapú zászló középen a régió címere van, amelyet két oldalt olaj- és babérág övez. A pajzs felett stilizált korona, alatta aranyszínnel a régió neve helyezkedik el. A nyolcszögű címerjel kilencosztatú, amelyből 4 az olasz színeket ábrázolja, a maradék öt pedig a régiót alkotó 5 megyét jelképezi: középen Rómát, körülötte Frosinonét, Latinát, Viterbót és Rietit bemutatva. A zászló oldalainak aránya 1:2.